# Iglesia de San Uberto (Venaria Reale)
La iglesia de Sant'Uberto (o capilla de Sant'Uberto) es un lugar de culto católico en Venaria Reale, en la ciudad metropolitana de Turín, dedicada a Sant'Uberto.
Forma parte del complejo de la Reggia di Venaria Reale y está considerada una de las obras maestras del barroco internacional. Fue construido entre 1716 y 1729, según proyecto del arquitecto mesinés Filippo Juvarra, encargado por Vittorio Amedeo II de Saboya (las partes superiores internas de los portales de acceso están de hecho marcadas por las iniciales VA talladas en el mármol).

## Características

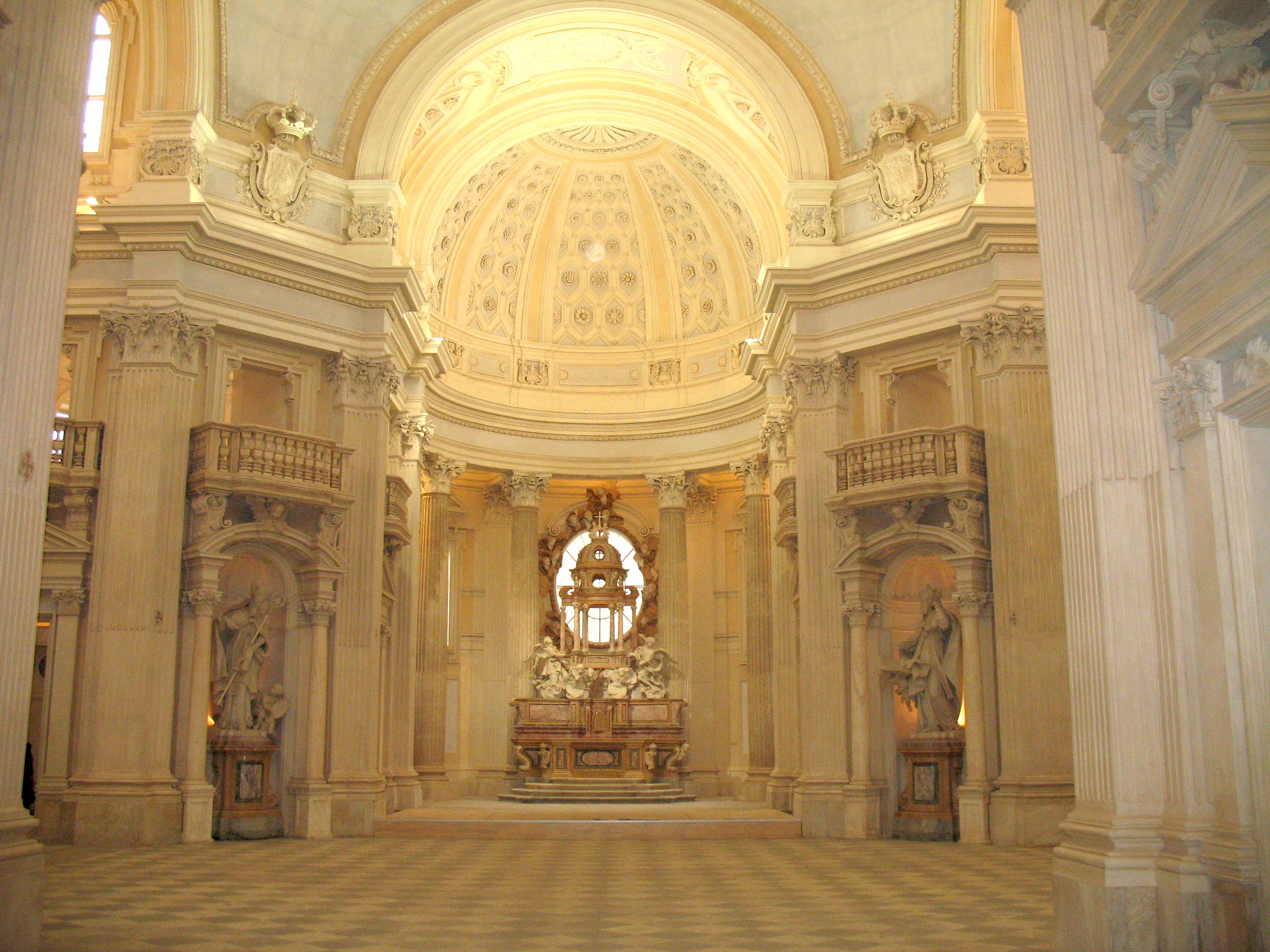
El interior de la iglesia

De planta central, cuenta con un altar de mármol de estilo barroco. La parte superior (es decir, el piso principal ) de la estructura tiene unos balcones a los que se asomaban los miembros de la familia real cuando asistían a las celebraciones litúrgicas.

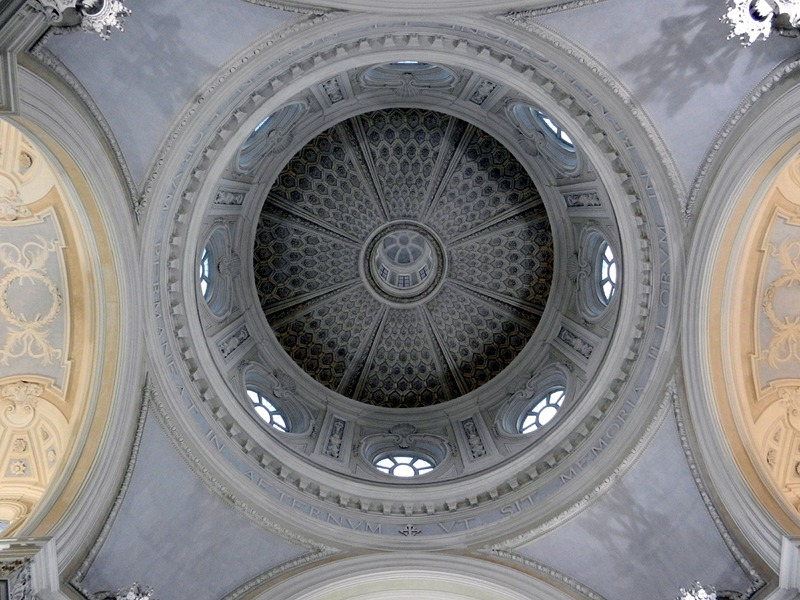
Iglesia de Sant'Uberto del Palacio Real de Venaria Reale - El trampantojo de la cúpula

La iglesia, además, al estar enclavada entre los edificios para no permitir la construcción de la cúpula en la zona central, simula su presencia pintándola al fresco a modo de trampantojo en su interior (el trampantojo es obra de Giovanni Antonio Galliari). La razón de este recurso artístico, que redujo drásticamente los costes residuales, quizás haya que buscarla también en el progresivo desinterés de los Saboya en embellecer la Reggia di Venaria como pabellón de caza, pues éste había quedado anticuado en comparación con el más moderno pabellón de caza de Stupinigi (de aspecto dieciochesco y por tanto capaz de dar prestigio a los Saboya para competir en igualdad de condiciones con los esplendores de otras cortes europeas).El aparato escultórico de la capilla fue realizado entre 1724 y 1729 por Giovanni Baratta de Carrara, quien realizó primero el altar mayor, luego los cuatro gigantescos doctores de la iglesia (Santos Agustín, Ambrosio, Atanasio y Juan Crisóstomo) con la ayuda de su sobrino Giovanni Antonio Cybei. El coro es obra del escultor lugano Carlo Giuseppe Plura.
Parcialmente restaurada con motivo de la Expo de 1961, recuperó su esplendor original con la restauración del complejo del Palacio Real a principios de los años 2000 (fin de la restauración de la Capilla, 2006). Sin embargo, rara vez se celebran allí funciones religiosas, ya que la iglesia es parte integral del itinerario turístico del Palacio Real.